# Gloria Grey
Gloria Grey, née le 23 octobre 1909 et morte le 22 novembre 1947, est une actrice américaine qui a connu le succès principalement à l'époque du cinéma muet.

## Biographie
Née Marie Draga à Portland, sa carrière se déroula essentiellement durant les années 1920. Le premier film où est mentionnée sa participation s'intitule Bag and Baggage (1923). En 1924, elle fut remarquée dans The Girl of Limberlost, ce qui lui valut l'honneur de figurer parmi les WAMPAS Baby Stars de 1924, mais le film ne contribua pas plus à améliorer sa carrière. Elle participa aussi à un serial d'action, Blake of Scotland Yard.
Après ces quelques films, il fallut attendre les années 1940 pour la revoir dans des œuvres espagnoles avant que sa carrière ne s'éteigne définitivement.
Elle fut mariée à Ramon Romero, scénariste et écrivain.
Gloria Grey mourut de la grippe, âgée de 38 ans à Hollywood.

## Filmographie
- 1924 : A Girl of the Limberlost de James Leo Meehan : Elnora Comstock
- 1924 : The No-Gun Man de Harry Garson
- 1924 : The Millionaire Cowboy de Harry Garson
- 1929 : L'Isolé (Lucky Star), de Frank Borzage
- 1929 : Married in Hollywood de Marcel Silver